# Alex (insecto)
Alex es un género de polillas perteneciente a la familia Geometridae, descrita por el entomólogo inglés Francis Walker en 1863. Es un género bastante aislado, es decir, que consiste en pocas especies relacionadas estructural o filogenéticamente.

## Descripción
Palpos rectos (extendidos hacia adelante), donde la segunda articulación sobresale del afilado penacho frontal y está cubierta de pelo. La tercera articulación es larga y desnuda. Las alas anteriores se ven ligeramente desarrolladas y agudas en el ápice. La vena 3 se encuentra cerca del ángulo de la celda y la vena 5 se encuentra por encima del centro de las discocelulares. Las venas 7, 8 y 9 son pecioladas, y las venas 10 y 11 también pecioladas y se anastomosan (fusionan) con la vena 12.: Notas 1  Las alas posteriores cuentan con la vena 3 desde cerca del ángulo de la celda y la vena 5 desde encima del centro de las manchas discocelulares.

## Especies
| Alex | \| \| Alex aurantiata Warren, 1904 \| \| \| \| \| \| Alex continuaria Walker, 1866 \| \| \| \| \| \| Alex longipecten Warren, 1905 \| \| \| \| \| \| Alex ochracea Prout, 1916 \| \| \| \| \| \| Alex palparia Walker, 1861 \| \| \| \| |
|      | \| \| Alex aurantiata Warren, 1904 \| \| \| \| \| \| Alex continuaria Walker, 1866 \| \| \| \| \| \| Alex longipecten Warren, 1905 \| \| \| \| \| \| Alex ochracea Prout, 1916 \| \| \| \| \| \| Alex palparia Walker, 1861 \| \| \| \| |
|      | Alex aurantiata Warren, 1904 |
|      | |
|      | Alex continuaria Walker, 1866 |
|      | |
|      | Alex longipecten Warren, 1905 |
|      | |
|      | Alex ochracea Prout, 1916 |
|      | |
|      | Alex palparia Walker, 1861 |
|      | |